# 沃伊陶
沃伊陶，是匈牙利费耶尔州所辖的一个村。总面积23.43平方公里，总人口1053，人口密度44.9人/平方公里（2011年1月1日）。